# 蚌峨乡
蚌峨乡，是中华人民共和国云南省文山壮族苗族自治州砚山县下辖的一个乡镇级行政单位。

## 行政区划
蚌峨乡下辖以下地区：
蚌蛾村、南屏村、科麻村、板榔村、六掌村和凹掌村。